# Some Kind of Trouble
Some Kind of Trouble es el tercer álbum de estudio del cantante británico James Blunt y fue lanzado al mercado el 8 de noviembre de 2010 en el Reino Unido. El primer sencillo, «Stay The Night», fue lanzado el 25 de octubre de 2010. El álbum se grabó entre enero y agosto de 2010, en el estudio de grabación privada de Blunt en Los Ángeles y tiene doce pistas.
En una entrevista indicó que este nuevo proyecto establece un cambio de estilo musical en su carrera, debido a que sus canciones dejan de lado la melancolía expresada en sus anteriores álbumes y toman un carácter más optimista.

## Portada del álbum
La portada del álbum está conformada por una fotografía capturada en 2009 por la esposa del popular "vlogger" de YouTube ShayCarl afuera de su residencia en Venice Beach. La imagen fue capturada con un iPhone justo en el momento que la niña era arrojada en el aire. Blunt vio la imagen en Youtube y se contactó con Shay para comprar los derechos de la fotografía.

## Lista de canciones
Todas las canciones son escritas por James Blunt, excepto las que tienen una nota.
1. "Stay the Night" (Blunt, Robson, Tedder, Marley) – 3:36
2. "Dangerous" (Blunt, Robson) – 3:10
3. "Best Laid Plans" (Blunt, Hector, Robson) – 3:30
4. "So Far Gone" (Blunt, Robson, Tedder) – 3:34
5. "No Tears" (Blunt, Hector, Robson) – 3:50
6. "Superstar" (Blunt, Kurstin) – 3:49
7. "These Are the Words" (Blunt, Hector, Robson) – 3:23
8. "Calling Out Your Name" (Blunt, Hector, Robson) – 3:24
9. "Heart of Gold" (Blunt, Robson) – 3:31
10. "I'll Be Your Man" (Blunt, Griffin) – 3:37
11. "If Time Is All I Have" (Blunt, White) – 3:25
12. "Turn Me On" (Blunt, White) – 2:29
13. "Into the Dark" (iTunes bonus track) – 2:50
14. "There She Goes Again" (Amazon.com bonus track) – 3:52

## Sencillos
El primer sencillo del álbum, "Stay the Night", fue publicado el 11 de septiembre de 2010. Logró éxito en muchos lugares del mundo, alcanzando el n° 1 en el chart de Suiza, el top 10 en Australia, Bélgica, Alemania, Italia, Países Bajos, el top 40 en el Reino Unido y, asimismo, el top 100 en el Billboard Hot 100.